# 索尔蒂什
索尔蒂什是葡萄牙布拉干萨区的一个堂区。总面积21.93平方公里，总人口320人，人口密度14.6人/平方公里。